# Сергей Минаев
Сергей Сергеевич Мина̀ев (на руски: Сергей Сергеевич Минаев) е руски бизнесмен и писател.

## Биография

### Произход и образование
Сергей Минаев е роден на 25 януари 1975 в Москва.
През 1998 г. завършва Руския държавен хуманитарен университет със специалност „Отечествена история на най-новото време“. През 2002 г. заедно с писателя Едуард Багиров основава сайта Litprom.ru.

### Бизнес проекти
На 7 юли 2012 г. заедно със Сергей Комаров основава „креативна агенция +MediaSapiens“.
Сергей Минаев е съсобственик на ЗАО „МБГ“, една от най-големите фирми в СНГ, занимаващи се с търговия на вино. В интервюта той сам заявява, че за него писането на романи е хоби, а сериозната му професия е търговията с вино.

### Телевизионни проекти
НТВ
От 26 януари 2009 г. до 2 юли 2012 г. Сергей Минаев е водещ на предаването „Честный понедельник“ по НТВ.
През септември 2015 г. се връща в същата телевизия, този път като водещ на обществено-политическото ток-шоу „Большинство“.
Минаев LIVE
От края на май 2011 до март 2013 г. води свое интернет предаване, наречено „Минаев LIVE“.
Kontr TV
На 3 декември 2012 г. започва да излъчва емисии телевизия „Kontr TV“, създадена от Минаев заедно с Антон Красовски и бившия продуцент на „Comedy Club“ Артак Гаспарян.
На 11 декември 2012 г. вестник Коммерсантъ съобщава, че според данни от данъчните служби 100-процентов учредител на телевизията е прокремълския фонд „Институт социально-экономических и политических исследований“ (ИСЭПИ). Организация е създадена по инициатива на администрацията на Президента на Русия, а я оглавява бившият заместник на ръководителя на управлението за вътрешна политика на Президента Дмитрий Бадовский.
ТВ Центр
От 19 април 2014 до 13 юни 2015 г. Сергей Минаев е водещ на политическото ток-шоу „Право знать“ по телевизия „ТВ Центр“. В ток-шоуто се обсъжда текущата политическа ситуация с четирима редактори на водещи руски средства за масова информация, форматът на предаването предполага участие и на самите „герои на седмицата“. По думите на журналиста, форматът на предаването „Право знать“ е принципно нов в жанра на политическите ток-шоута. Напуска предаването във връзка с отиването отново в НТВ.

## Литературно творчество
Прочува се с дебютния си роман „Духless“, който го превръща в световна знаменитост. Млад мениджър по продажбите в голяма мултинационална компания, той започва да пише „Духless“, нахвърляйки мислите си върху салфетки в заведения. Книгата излиза в скромен тираж, но се изчерпва за седмица. Всички започват да говорят за нея. Продажбите в Русия надхвърлят тези на преводите на световни бестселъри. Както никой друг преди него, Минаев улавя духа на своето време, стремежа към материален успех за сметка на духовна празнота. „Таймс“ прави специален материал за младата руска сензация.
Сергей Минаев продължава да е сред горещите имена в съвременната руска литература, защото винаги е на гребена на вълната. В „Духless“ изобличава пороците на новата презадоволена каста. „Media Sapiens“ става наръчник за пиарите и изкушените от медийни манипулации, а по схемата от книгата е направен опит да бъде фалирана голяма българска банка. „The Мацки“ показва как може да бъде манипулиран интимният живот на човека. В „Мразя тази столица!“ Минаев задава въпроса: Какво стана с мечтите ни?
Романът му Москва, я не люблю тебя (2011) е критикуван за плагиатство от филма на Константин Буслов „Бабло“.

## Произведения
- Дyxless. Повесть о ненастоящем человеке (2006)
Духless. София, Персей, 2007, 384 с.[11]
- Media Sapiens. Повесть о третьем сроке (2007)
Media Sapiens: Битката за третия мандат. София, Персей, 2007, 312 с.[12]
- Media Sapiens. Дневник информационного террориста (2007)
Media Sapiens: Дневник на информационния терорист. София, Персей, 2008, 287 с.
- Время героев (2008)
- The Тёлки. Повесть о ненастоящей любви (2008)
The Мацки. София, Персей, 2009, 512 с.[13]
- Р.А.Б. Антикризисный роман (2009)
Роб. Превод от руски Ива Николова. София, Персей, 2015, 544 с.[14]
- Videoты, или The Тёлки. Два года спустя (2010)
- Москва, я не люблю тебя (2011)[15]
Мразя тази столица!. Превод от руски Ива Николова. София, Персей, 2012, 320 с.
- Духless 21 века. Селфи (2015)